# Fanári (Kardítsa)
Fanári, en grec moderne : Φανάρι, est un village du dème de Mouzáki, district régional de Kardítsa, en Thessalie, Grèce.
Selon le recensement de 2011, la population du village compte 433 habitants.